# The Duprees
The Duprees sono stati un gruppo musicale italoamericano di genere doo-wop e rock and roll nato a New York nel 1961. La band ebbe una serie di singoli nella top ten nei primi anni '60. Il loro singolo con le migliori posizioni nelle classifiche, You Belong to Me, raggiunse il numero 6 della Billboard Hot 100 nel 1962.
Nel 1970 incisero un album con il nome The Italian Asphalt & Pavement Company.

## Discografia

### Album
- You Belong to Me (Co-Ed, 1962)
- Have You Heard (Co-Ed, 1963)
- Total Recall (Heritage, 1968) - Mike Kelly replacing Joey Vann as lead
- The Italian Asphalt & Pavement Co. Presents Duprees Gold (Colossus, 1970), come "The Italian Asphalt & Pavement Co."
- The Duprees Go to the Movies (vol-1 2003)
- The Duprees Live at the Sands (vol-2 2003)
- Duprees Go to the Movies (2008)
- The Duprees Today (2008)
- A Duprees Christmas (2009)
- As Time Goes By (2010)
- Night of Legends Live: The Duprees/Little Anthony and the Imperials (2010)
- Great Songs of Our Time (2011)
- Fiftieth Anniversary Album (2012)
- Happy 100th Mr. Sinatra (2016)

### Singoli ed EP
- "My Own True Love" – Pop Chart #13 (1962)
- "You Belong to Me" – Pop Chart #7 (1962)
- "I'd Rather Be Here in Your Arms" - Pop Chart #91 (1962)
- "Gone with the Wind" – Pop Chart #89 (1963)
- "Have You Heard" – Pop Chart #18 (1963)
- "Why Don't You Believe Me" – Pop Chart #37 (1963)
- "(It's No) Sin" – Pop Chart #74 (1963)
- "Around the Corner" – Pop Chart #93 (1965)
- "Check Yourself" – Pop Chart #97 (1970)
- "Delicious" – Disco Singles #3 (1975)